# کنستانتینوس کاریتساس
کنستانتینوس کاریتساس (یونانی: Κωνσταντίνος Καρέτσας)؛ زادهٔ ۱۹ نوامبر ۲۰۰۷) بازیکن فوتبال اهل بلژیک است که در حال حاضر برای باشگاه فوتبال خنک بازی می‌کند. 
وی همچنین در تیم ملی فوتبال زیر ۱۷ سال بلژیک بازی کرده‌است.

## زندگی شخصی
او در بلژیک از پدر و مادری یونانی متولد شد  و توانایی بازی برای هر دو تیم ملی یونان و بلژیک را دارد، هر چند وی ترجیح داد در رده جوانان برای تیم ملی فوتبال زیر ۱۷ سال بلژیک بازی کند.